# 謝屏楠
謝屏楠（1956—－），台灣男演員 、導演，籍貫湖南郴縣。

## 生平
謝屏楠為中華民國警察子弟，入伍時擔任過憲兵，後加入藝工隊演出。民國45年次（1956年）的他，退伍後在中國石油公司天然氣營業處任職，是個標準的公務員。後來加入中央電影公司訓練班，與孫亞東、顏鳳嬌、呂耀華等同班，在班上即很受老師注意。
1982年首次參與伍楓、張盈真、向雲鵬、歸亞蕾、譚艾珍、蔣黎麗領銜主演的電影《中國女警》。與此同時，台灣導演宋存壽正準備開拍小野與吳念真編劇的電影《老師斯卡也答》。謝屏楠與孫亞東、丁漢、呂耀華等都是男主角候選人之一，最後製作方決定由丁漢擔綱演出，女主角則由胡冠珍與蘇明明領銜主演。1983年與中國電視公司簽合約，成為基本演員。
1984年開始先後與潘迎紫、孟飛、寇世勳、張佩華、周紹棟、周丹薇、涂善妮等演員，共同演出多部中視八點檔電視劇，當中多半以反派角色演出。1985年於王菊金執導電影《賣妻》擔任男主角，主要演員包括陸小芬、鄒琳琳和楊烈等等。1988年，則與林秀玲、楊潔玫、張復健主演王小棣所執導的電影《再給我一次機會》。到了1990年與陳松勇、王瑞、王海輪主演張蜀生執導、梅長錕監製、葉雲樵編劇的校園電影《至聖鮮師》，本片於光啟高中進行外景拍攝。
謝屏楠於1990年代開始以配角身分演出古裝劇，譬如《浴火鳳凰》、《一代名伎李師師》、《包青天》與《施公奇案》等等。2000年代末期則轉居幕後，從事導演工作。

## 作品

### 電影
| 年份   | 片名                 |
| 1982年 | 《中國女警》         |
| 1984年 | 《今年的湖畔會很冷》 |
| 1984年 | 《金大班的最後一夜》 |
| 1985年 | 《賣妻》             |
| 1988年 | 《再給我一次機會》   |
| 1989年 | 《報告班長2》        |
| 1990年 | 《至聖鮮師》         |
| 1990年 | 《花祭》             |

### 電視劇
| 年份   | 頻道                | 劇名                    | 角色             | 備註                                                                   |
| 1984年 | 中視                | 《神鵰俠侶》            | 忽必烈           | 金庸小說改編                                                           |
| 1984年 | 中視                | 《天涯女兒心》          | 甘敬天           |                                                                        |
| 1984年 | 中視                | 《鹿鼎記》              | 陳近南           |                                                                        |
| 1984年 | 中視                | 創作劇坊 - 《昨夜星辰》 | 邱偉隆           | 田豐、寇世勳、沈時華、張詠詠、張佩華、樊日行主演                       |
| 1984年 | 中視                | 《愛的真諦》            |                  | 張佩華、周丹薇、樊日行主演                                             |
| 1985年 | 中視                | 《一代女皇》            | 李承嗣           | 潘迎紫、龔蓮華、樊日行、鐵孟秋、郎雄、崔浩然、許家榮、周仲廉主演       |
| 1985年 | 中視                | 《大城小調》            | 喬光辰           | 李芷麟、周紹棟、藍琪主演                                               |
| 1986年 | 中視                | 《紅男綠女》            | 梁清風           | 李芷麟、周紹棟、藍琪主演                                               |
| 1986年 | 中視                | 《家和萬事興》          |                  | 潘迎紫、寇世勳主演                                                     |
| 1986年 | 中視                | 《彩霞滿天》            |                  | 九點半檔 王夢麟、應曉薇、周丹薇、趙樹海主演                            |
| 1986年 | 中視                | 《一代公主》            | 武攸暨           | 《一代女皇》續集                                                       |
| 1988年 | 中視                | 《射鵰英雄傳》          | 完顏洪烈         | 金庸小說改編 黃文豪、陳玉蓮、潘宏彬、邱淑宜主演                        |
| 1988年 | 中視                | 《王昭君》              | 雕陶莫皋         |                                                                        |
| 1989年 | 中視                | 《京城獵人》            | 龍子英           | 製作人：周遊 導演：馮凱 衛子雲、張辰、張永正、應曉薇、檢場、陳博正主演 |
| 1989年 | 中視                | 《鋤頭博士》            | 黃天頌           | 寇世勳、方文琳、龍天翔、涂善妮主演                                     |
| 1990年 | 中視                | 《浴火鳳凰》            | 鐵鷗將軍         | 潘迎紫、苗僑偉、顧冠忠、戈偉如、況明潔、屈中恆主演                     |
| 1991年 | 《一代名伎李師師》  | 呂耀                    | 張瑜、周紹棟主演 |                                                                        |
| 1993年 | 華視                | 《包青天》              | 荊無命           | 〈九道本〉單元 楊懷民、狄鶯主演                                        |
| 1993年 | 華視                | 《包青天》              | 許雲彪           | 〈乞丐王孫〉單元 陳鴻烈、邵佩玲、王昌熾、王思懿主演                    |
| 1993年 | 華視                | 《包青天》              | 沙千里           | 〈五鼠鬧東京〉單元 張國柱、吳元俊、陸一龍、張振寰主演                  |
| 1995年 | 中視                | 《人面桃花》            | 魚朝恩           | 馬景濤、林以真、何晴、龐祥麟主演 蔡揚名導演                            |
| 1995年 | 台視                | 《秦始皇的情人》        | 嫪毐             |                                                                        |
| 1997年 | 中視                | 《布袋和尚》            | 童冠武 曇雲      | 蔡燦得、楊貴媚、張世、趙擎主演                                         |
| 1997年 | 華視                | 《施公奇案》            | 焦方             | 〈陰陽變〉單元 楊懷民、季芹、劉明、曾亞君、李欣、李國超主演            |
| 1997年 | 華視                | 《施公奇案》            | 玉環春           | 〈七彩蝴蝶〉單元 吳家麗、陸一龍、季芹、游安順主演                      |
| 1998年 | 台視                | 《一品夫人芝麻官》      | 劉璈             |                                                                        |
| 1998年 | 台視                | 《雍正大帝》            | 隆科多           |                                                                        |
| 2001年 | 亞洲電視本港台 台視 | 《包公奇案》            | 朱昆             | 〈情花劫〉單元 何妤玟、高亮、王琳主演                                  |
| 2001年 | 華視                | 《才子佳人乾隆皇》      | 那拉沭           | 陳莎莉、秦漢、陳亞蘭、韓瑜主演                                         |

## 導演作品
- 小男孩樂團 – 最愛雨天MV [4]

## 外部連結
- YouTube上的中視創作劇坊 - 昨夜星辰
- 謝屏楠在互联网电影资料库（IMDb）上的資料（英文）
- 謝屏楠在香港影庫上的簡介
- 謝屏楠在豆瓣上的资料（简体中文）
- 謝屏楠（页面存档备份，存于） 於 中文電影資料庫（页面存档备份，存于）